# 2018 UA
2018 UA ist ein drei bis sechs Meter großer erdnaher Asteroid des Apollo-Typs, der die Erde am 19. Oktober 2018 in einer Entfernung von ungefähr 7.300 bis 15.350 km mit einer Geschwindigkeit von 50.760 km/h passiert hat. Seine Umlaufbahn um die Sonne wurde dabei von der Erde geändert.